# Binic Gastronomie
Binic Gastronomie est une entreprise française fondée le 1er octobre 1985, située dans la zone artisanale de Binic, spécialisée dans la préparation industrielle de produits à base de viande.
Les produits sont pour la plupart commercialisés sous la dénomination « Mère Lalie », nom de la fondatrice de l'entreprise familiale en 1860, ancêtre de la société.

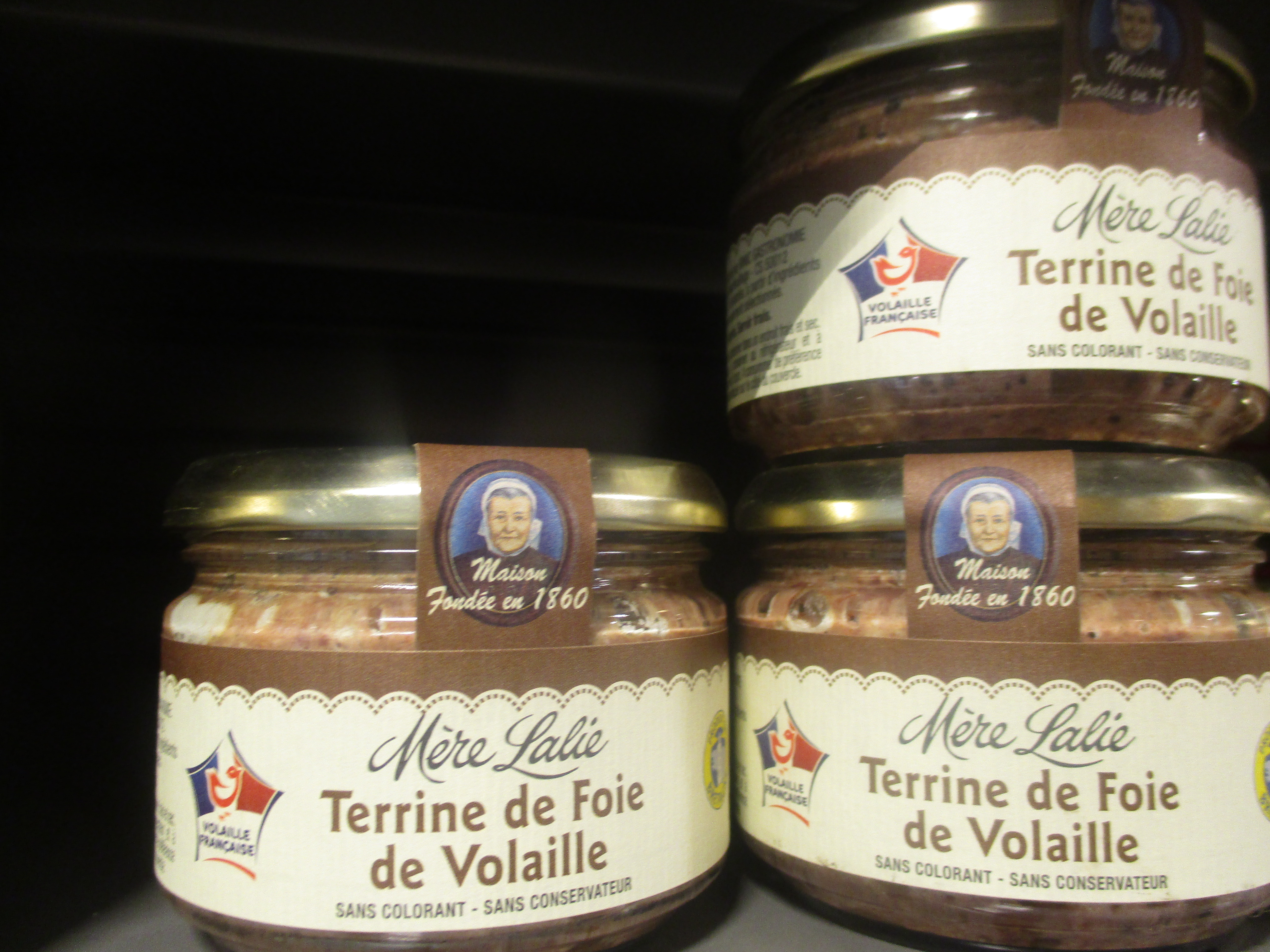
Terrine de foie de volaille Mère Lalie.